# Університет Басри
Університет Басри (араб. جامعة البصرة) — публічний вищий навчальний заклад у Басрі (Ірак).

## Історія
Виш було засновано для задоволення потреб в освіті для жителів південного Іраку. Первинно Університет був філією Багдадського університету, проте 1964 року набув самостійності. Нині Університет включає 15 коледжів, розташованих у трьох кампусах навколо Басри.

## Коледжі
- Медичний коледж
- Фармацевтичний коледж
- Стоматологічний коледж
- Коледж ветеринарної медицини
- Коледж медсестринства
- Інженерний коледж
- Коледж точних наук
- Сільськогосподарський коледж
- Педагогічний коледж
- Коледж бізнесу й економіки
- Правничий коледж
- Коледж мистецтв
- Коледж фізичного виховання
- Коледж для дівчат
- Коледж Витончених мистецтв

## Центри
- Іраністичний центр
- Центр морських наук
- Центр полімерів
- Центр вивчення країн Перської затоки
- Центр Басри
- Дослідницький центр Фінікових пальм
- Душпастирський центр
- Центр ресурсів
- Центр розвитку методів навчання
- Центр живої мови
- Комп'ютерний центр
- Центр післядипломної освіти

## Президенти
1. доктор Абдель Гаді Махбуба (1964—1968)
2. доктор Садек аль-Хаят (1968—1969)
3. доктор Саад Абдул Бакі аль-Раві (1969)
4. доктор Халіл Гамід аль-Таліб (1970)
5. доктор Нізар Надхіф аль-Шафі (1970—1975)
6. доктор Юсеф Абдул Іллах Хашаб (1975—1984)
7. доктор Маджід Мохаммед Саїд (1984—1985)
8. доктор Дахіль Хассан Яреф (1985—1993)
9. доктор Акрам Мохаммед Собхі (1993—2001)
10. доктор Мохаммед Абдул аль-Нуаїмі (2001—2003)
11. доктор Салман Дауд Салман (2003—2005)
12. доктор Асад Салім Абдулкадир (2004)
13. доктор Алі Аббас Алван (2005—2009)
14. доктор Саліх Ісмаїл Наджім (2009—2012)
15. професор, доктор Тамер Ахмад Гамдан аль-Тамімі (від 2012)